# Tegenaria parietina

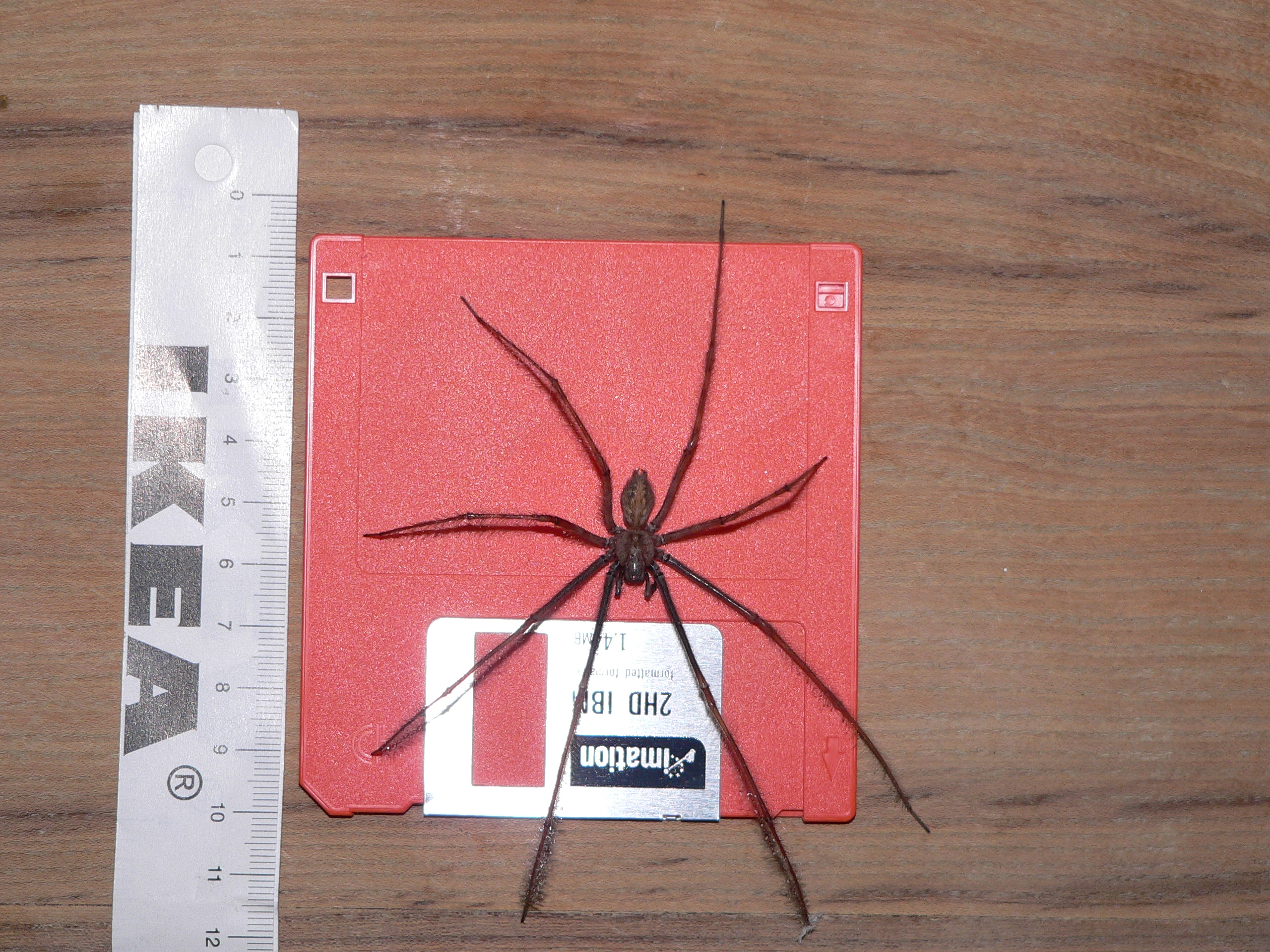
Tegenaria parietina.

Tegenaria parietina é uma aranha europeia, relativamente rara, com distribuição natural desde o Norte de África à Ásia Central, mas já foi encontrada no Uruguai, Argentina e Açores. É conhecida no Reino Unido por aranha-cardeal devido a lhe ser popularmente atribuído ter aterrorizado o cardeal Thomas Wolsey em Hampton Court.

## Descrição
Espécie de aranha de dimensões médias a grandes, muito semelhante a T. ferruginea, de de cor castanho-escuro a castanho-avermelhado, que ocorre geralmente em edifícios e em paredes. As fêmeas podem viver até 8 anos, enquanto os machos morrem após o acasalamento..
As fêmeas crescem até aos 20 mm de comprimento do corpo (excluindo as pernas), os machos até aos 17 mm. As pernas são aproximadamente três vezes amis longas que o corpo, mas alguns espécimes apresentam pernas com até 7,5 cm e uma distância entre as patas traseiras e frontais de até 14 cm.